# أيمن أورير
أيمن أورير (6 أكتوبر 2004) هو لاعب كرة قدم محترف يلعب كلاعب خط وسط مهاجم لنادي باير ليفركوزن الألماني. ولد في ألمانيا، وهو لاعب دولي لمنتخب شباب المغرب.

## مهنة النادي
هو أحد خريجي نادي أوستهايم وفيكتوريا كولن، بعدها انتقل إلى أكاديمية باير ليفركوزن في عام 2018. في 25 يناير 2023، وقع أول عقد احترافي له مع باير ليفركوزن. وظهر لأول مرة معهم بديلاً في الدوري الأوروبي ضد هكن في 30 أكتوبر 2023.

## المسيرة الدولية
ولد أورير في ألمانيا لأب مغربي وأم جزائرية، وهو مؤهل للعب في جميع المنتخبات الوطنية الثلاثة. شارك في مباراتين مع منتخب المغرب تحت 17 سنة في عام 2021. في سبتمبر 2022، استدعي للعب مع منتخب المغرب تحت 20 عامًا.

## روابط خارجية
- أيمن أورير على موقع الاتحاد الأوربي (الإنجليزية)
- أيمن أورير على موقع قاعدة بيانات كرة القدم.إي يو (الإنجليزية)
- أيمن أورير على موقع Soccerway.com (الإنجليزية)
- أيمن أورير على موقع عالم كرة القدم.نت (الإنجليزية)
- أيمن أورير على موقع 365scores (الإنجليزية)